# Эридан (созвездие)
Эрида́н (лат. Eridanus, Eri) — созвездие Южного полушария, шестое по площади среди современных созвездий. Вытянуто от небесного экватора на юг до склонения −58°. Занимает на небе площадь 1137,9 квадратного градуса, содержит 187 звёзд, видимых невооружённым глазом.

## Условия наблюдения
Эридан — одно из наиболее протяжённых созвездий Южного небесного полушария. Частично наблюдается на всей территории России; чем южнее пункт наблюдения, тем больший фрагмент виден. Однако самую южную часть (ту, в которой находится ярчайшая звезда Эридана — Ахернар) невозможно увидеть не только в России, но и на всей постсоветской территории: она не восходит даже в Кушке (ныне Серхетабад). Полная видимость созвездия — только на широтах южнее +32°; видимость Ахернара — только на широтах южнее +32°46'. А южнее широты −32°46' Ахернар никогда не заходит за горизонт. К городам, где эта звезда является незаходящей, относятся Сантьяго, Буэнос-Айрес, Монтевидео, Кейптаун, Канберра, Сидней, Мельбурн.
Лучшие условия наблюдения — в ноябре.

## Звёзды
На юге созвездия находится звезда первой величины Ахернар (α Eri, 0,46m), голубоватый сверхгигант спектрального класса B3 Vpe. Название — от араб. آخر النهر‎ (āxir an-nahr — «конец реки»). Это одна из наименее сферических известных звёзд — она вращается так быстро, что её экваториальный радиус более чем в 1,5 раза превышает полярный.
Ещё одна известная звезда — ε Эридана, близкая по характеристикам к Солнцу. Это одна из ближайших к нашему Солнцу звёзд — она находится на расстоянии 10,7 светового года. На конец 2009 года подтверждено наличие одной планеты в системе ε Эридана и есть данные о наличии ещё одной.
Тройная система ο² Эридана состоит из оранжевого карлика 4-й звёздной величины, белого карлика 9-й величины и красного карлика 11-й величины. Белый карлик в этой системе — второй по яркости белый карлик на земном небе (уступает только Сириусу B) и единственный, который можно увидеть в небольшой телескоп.

## История
Эридан — древнее созвездие, которое из-за извилистой формы во многих культурах отождествлялось с рекой. Греки считали, что первое его описание принадлежит Евдоксу Книдскому — математику и астроному IV века до н. э. В каталог звёздного неба Клавдия Птолемея «Альмагест» оно включено под названием Эридана — реки, фигурирующей в древнегреческой мифологии и идентифицируемой с несколькими реальными реками, в частности с Евфратом, По и Нилом. Название главной звезды созвездия — Ахернар — означает по-арабски «конец реки».
Эридан обычно ассоциируется с мифом о Фаэтоне, сыне Гелиоса, который не справился с управлением небесной колесницей Солнца. По одной версии мифа, Зевс поразил Фаэтона молнией и сбросил в реку Эридан (отождествляемую в данном случае с По), по другой — созвездие представляет собой извилистый путь колесницы.